# El Miguelete
La torre del Miguelete (en valenciano, Torre del Micalet) es la torre campanario de la catedral de Valencia, España. Se encuentra protegido dentro de la ficha del BIC de la Santa Iglesia Catedral Basílica Metropolitana de Santa María, que presenta una deeclaración BIC estatal de junio de 1931.

## Historia
Durante muchos siglos fue llamado «Campanar Nuevo» o «Campanar de la Catedral», para diferenciarlo del «Campanar Viejo», una torre de planta cuadrada y factura románica, ubicada en la calle de la Barchilla, y de cuyos muros quedan escasos restos.
La construcción de la torre se inicia en 1381, por iniciativa del obispo Jaime de Aragón, y finaliza en 1429. Por su complejidad y largos años de construcción, fue dirigida sucesivamente por varios maestros de obra; siendo el primero Andrés Juliá, desde 1381. La lentitud de las obras impacientó al Cabildo apremiaba haciendo nuevas aportaciones, lo que hizo que Andrés Juliá fuera sustituido por  José Franch (1396). Con esta nueva dirección en las obras se alcanzó el tercer cuerpo en 1413, gracias a la intensificación de las labores con varias cuadrillas más trabajadores.  En 1414 se puso al mando de las obras a Pedro Balaguer (constructor de las Torres de Serranos), quien se inspiró en  las torres campanario de Lérida y Narbona para dar una solución al último cuerpo del Miguelete. Cuando tan sólo faltaba el elemento arquitectónico que iba a coronar el campanario, el Cabildo catedralicio encargó en 1425 esta tarea a Martín Llobet, que ya trabajaba en el proyecto a cargo de las obras de un antepecho de crestería calada, que más tarde se quitó y sustituyó por una barandilla metálica, que a su vez desapareció en la restauración de 1983.
Existía para la terraza un proyecto de aguja concebido por Antonio Dalmau, y que se conserva en el Museo Histórico Municipal de Valencia, que finalmente no se llevó a cabo.
Antiguamente, el Miguelete tuvo diversos usos, además de campanario de la Catedral:
- se llegó a utilizar como torre de vigilancia, de manera que los vigilantes desde arriba alertaban sobre amenazas con humaredas. Esto era crucial para la seguridad de Valencia.
- también desempeñó tareas de faro portuario, ya que dada su altura y posición, podía guiar barcos al puerto de Valencia. Su posición y altura lo hacían un punto clave para la navegación.
- escenario para espectáculos pirotécnicos, en su terraza.

Estos diversos usos, sobre todo por la utilización de fogatas o de productos incendiarios, provocó más de un incendio en la terraza, por lo que se decidió dar otro uso a la terraza y levantar una espadaña de piedra, entre 1660-1736, para sostener las campanas de las horas y los cuartos.

## Descripción

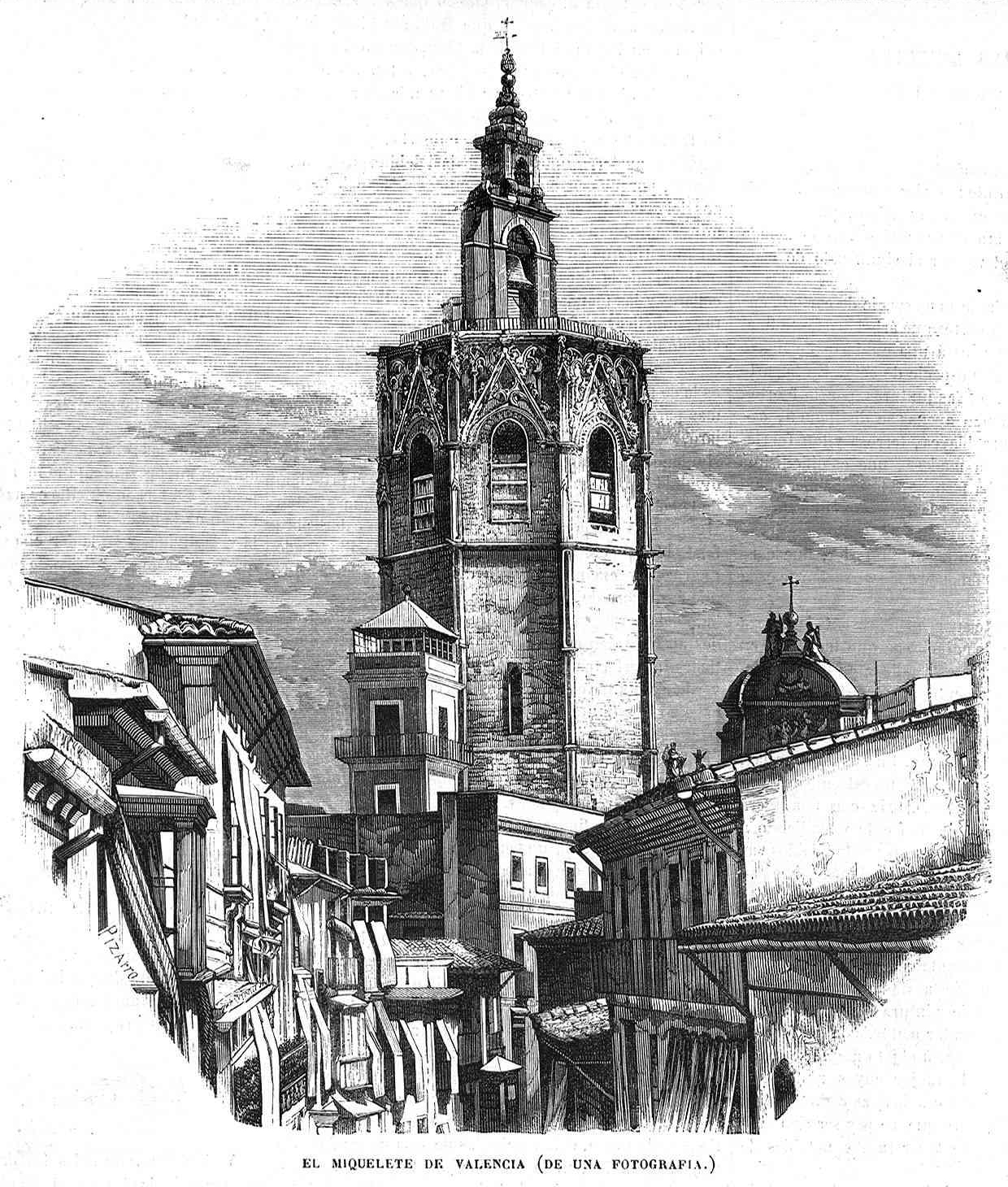
Grabado de El Miquelete —de acuerdo a la grafía de la fuente— en El Museo Universal, 1858.

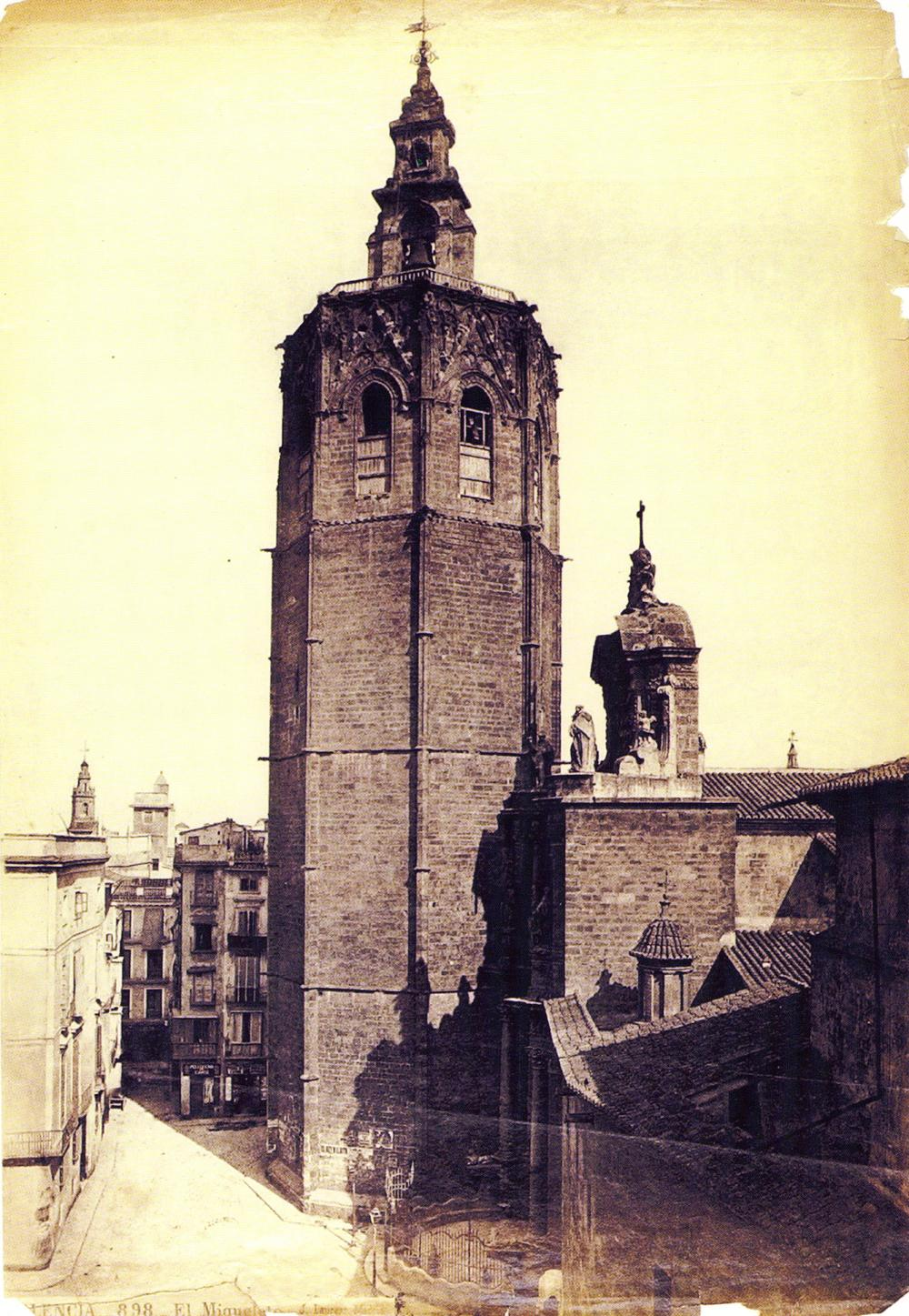
Fotografía del Miguelete tomada en 1870, por Ainaud para J. Laurent.

El Miguelete es una torre de estilo gótico valenciano, tiene 51 m. de altura hasta la terraza, los mismos que mide su perímetro, y 63 m. en total. Tiene forma de prisma octogonal y posee 207 escalones.
Poco a poco fue transformándose su nombre en «Torre del Miguelete» por la gran campana que da las horas, llamada "Micalet". Es, pues, un caso de metonimia, por la que una parte (la campana) da nombre al todo (la torre).
Originalmente era una torre exenta, unida a la Catedral a finales del siglo XV al prolongarse la nave central. Tiene acceso por una portada angular adornada con arquivoltas y un paso cubierto con curiosas voltas nervadas. La torre, de planta octogonal, mide 50,85 m, siendo su perímetro igual a su altura, sobriamente decorada en el exterior por los prismáticos contrafuertes de las aristas y las finas molduras que señalan los diferentes niveles de los pisos.
Se trata de una torres de cuatro cuerpos separados exteriormente por impostas molduradas, siendo los tres primeros cuerpos prácticamente de inexistente decoración, presentando incluso pocas ventanas para iluminar el ascenso y los paramentos están limpios de ornamentación, por lo que la torre tiene un aspecto macizo en su conjunto.
El primer cuerpo es macizo, dejando solo el hueco helicoidal de la escalera; el segundo cuerpo tiene la primera cámara, de las tres cámaras superpuestas que presenta la torre, todas ellas cubiertas con bóvedas gallonadas, se trata de la antigua «Prisión» o Asilo de la Catedral con un solo ventanal exterior. Esta cámara se empleaba como refugio a los que se acogían al derecho de asilo que ofrecía la Catedral, normalmente utilizado por aquellos que huían de la justicia, quedando al amparo de la jurisdicción catedralicia. La segunda cámara es la «Casa del Campanero», otro recinto abovedado parecido al anterior aunque más grande y con dos ventanales. En esta cámara vivía el encargado de de tocar las campanas. El último campanero que residió aquí fue Mariano Folch, que fue más de sesenta años el campanero titular, de 1840 a 1905. Tras su muerte, los siguientes campaneros ya no residieron en esta cámara, la cual disponía de un agujero en el techo para poder accionar las campanas desde la propia residencia. En el año 1968 se llevó a cabo la electrificación del sistema de las campanas, siendo el oficio ya innecesario.
En la cámara superior, tercera y última de la torre, es donde se disponen las once campanas que tiene la torre. Esta cámara se conoce como sala de campanas, en el Micalet presenta  8 ventanales, 7 de ellos ocupados por las campanas. El octavo corresponde a la escalera de caracol, que a partir de aquí se hace más angosta. Esta cámara normalmente está cerrada, pero se encuentra abierta al público cuando los campaneros suben a tocar manualmente las campanas, lo que ocurre bastante a menudo, ya que tocan en todas las fiestas del calendario litúrgico, ocasiones que quedan reseñadas en el calendario que se distribuye en la puerta de entrada a la torre.

## Sala de Campanas y las campanas
La sala de campanas aloja a las campanas de la Catedral que son:
| Nombre de la campana | peso en kg     | diámetro en cm | altura en cm | fecha fundición | material | fundidor      |
| -------------------- | -------------- | -------------- | ------------ | --------------- | -------- | ------------- |
| l'Úrsula             | 159 307        | 65             | 62           | 1438            | bronce   | Antonio Martí |
| la Violant           | 409285         | 79             |              | 1735            |          |               |
| la Caterina          | 343 512        | 84             | 75           | 1305            | bronce   | desconocido   |
| la Bàrbera           | 767            |                |              | 1681            |          |               |
| l'Arcís              | 481 1023       | 94             | 78           | 1529            | bronce   | Lluís Trilles |
| el Pau               | 737422         | 90             |              | 1489            |          |               |
| el Vicent            | 835 1740       | 113            | 101          | 1569            | bronce   | Joaquim Balle |
| l'Andreu             | 20471243       | 129            |              | 1604            |          |               |
| el Manuel            | 15001555       | 139            |              | 1621            |          |               |
| el Jaume             | 1750 3075 1393 | 134            | 120          | 1440            | bronce   | Tomás Morell  |
| la Maria             | 1765 3590 1565 | 145            | 121          | 1544            | bronce   | Joan Clerget  |

| Nombre de la campana | peso en kg | diámetro en cm | altura en cm | fecha fundición | material | fundidor         | ubicación          |
| -------------------- | ---------- | -------------- | ------------ | --------------- | -------- | ---------------- | ------------------ |
| el Micalet           | 7514       | 235            | 203          | 1539            | bronce   | Lluís Trilles    | espadaña           |
| l'Eloi               | 260        |                |              |                 |          |                  | sala de campanas   |
| el Cimboriet         | 16         | 30             | 30           | 1805            | bronce   | García Cristobal | cimborrio catedral |
| la dels Quarts       | 750        | 109            |              | 1736            |          |                  |                    |

Otras campanas que se alojan en la sala son, por ejemplo, la campana llamada l'Eloi, de 260 kg, que procede de la Torre de Santa Catalina, y que se trasladó a la catedral en 1942, cuando se temía el derrumbe del campanario barroco de Sant Catalina, que finalmente fue restaurado. Pese a ello, la campana non retornó a su ubicación original y aunque está en la sala de campanas, dado que no pertenece al conjunto sonoro original, nunca suena.
Otra campana que no suena, es la conocida como "el Cimboriet". Esta campana no pertenece a la sala de campanas, sino que se encuentra situada en lo alto del Cimborrio de la Catedral, y era utilizada desde el altar con una larga cuerda, para indicar los momentos importantes de las celebraciones eucarísticas. Esta campana dejó de funcionar con la reforma del cimborrio.
Además de las campanas de la sala de campanas que componen el conjunto sonoro original de éstas, están también las campanas de las horas y las de los cuartos que se ubican en la espadaña que se eleva en la terraza. La campana de los cuartos de conoce como “la dels Quarts”  y data de 1736; mientras que la de las horas se llama  “el Micalet” data de 1539.
La campana de las horas colgaba de una estructura de madera, ubicada sobre pilares de piedra, similar a la existente en muchos otros campanarios de la Corona de Aragón.  

### Las campanas

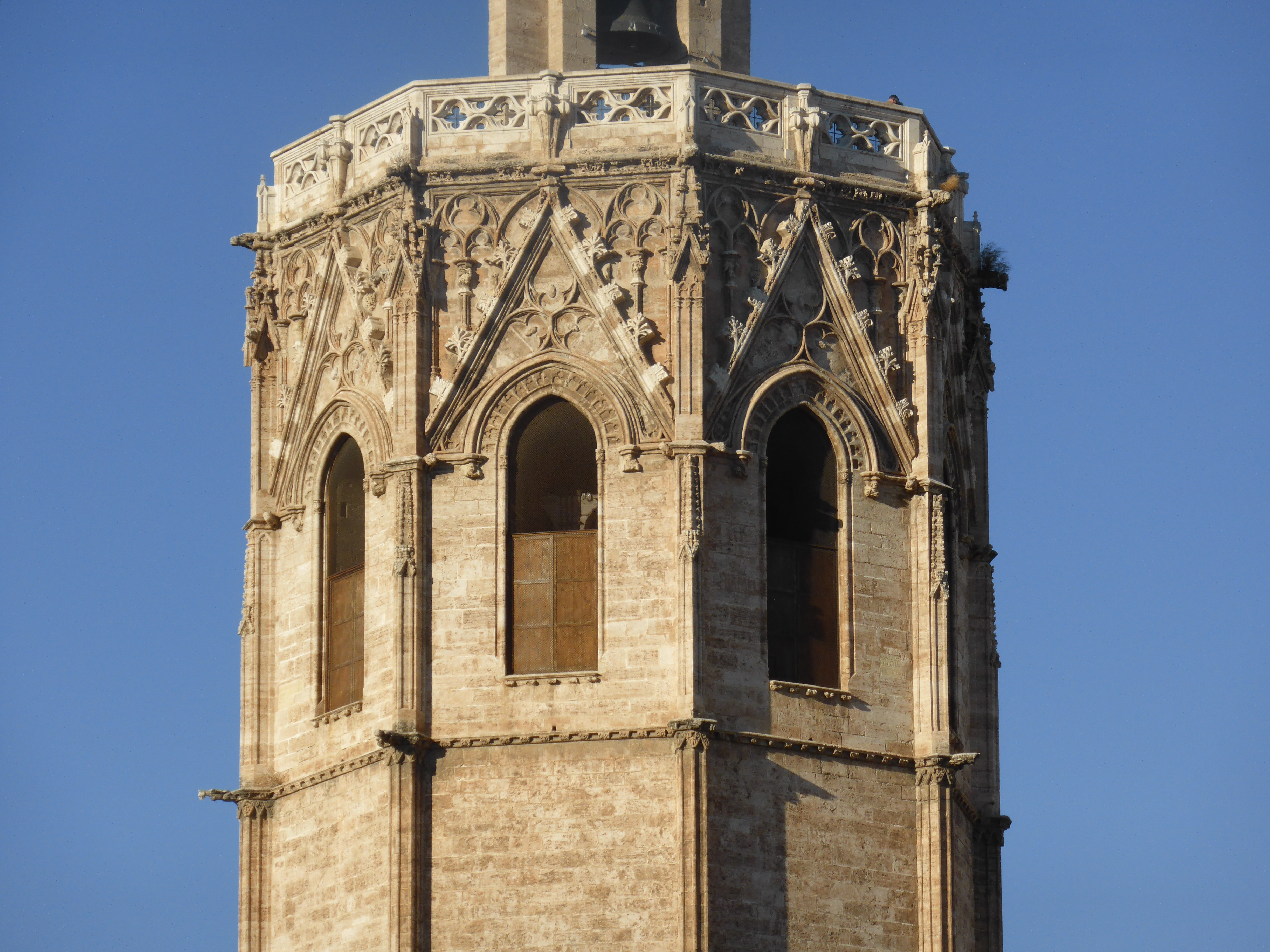
Ventanales de la sala de campanas. Estilo gótico, de comienzos del.

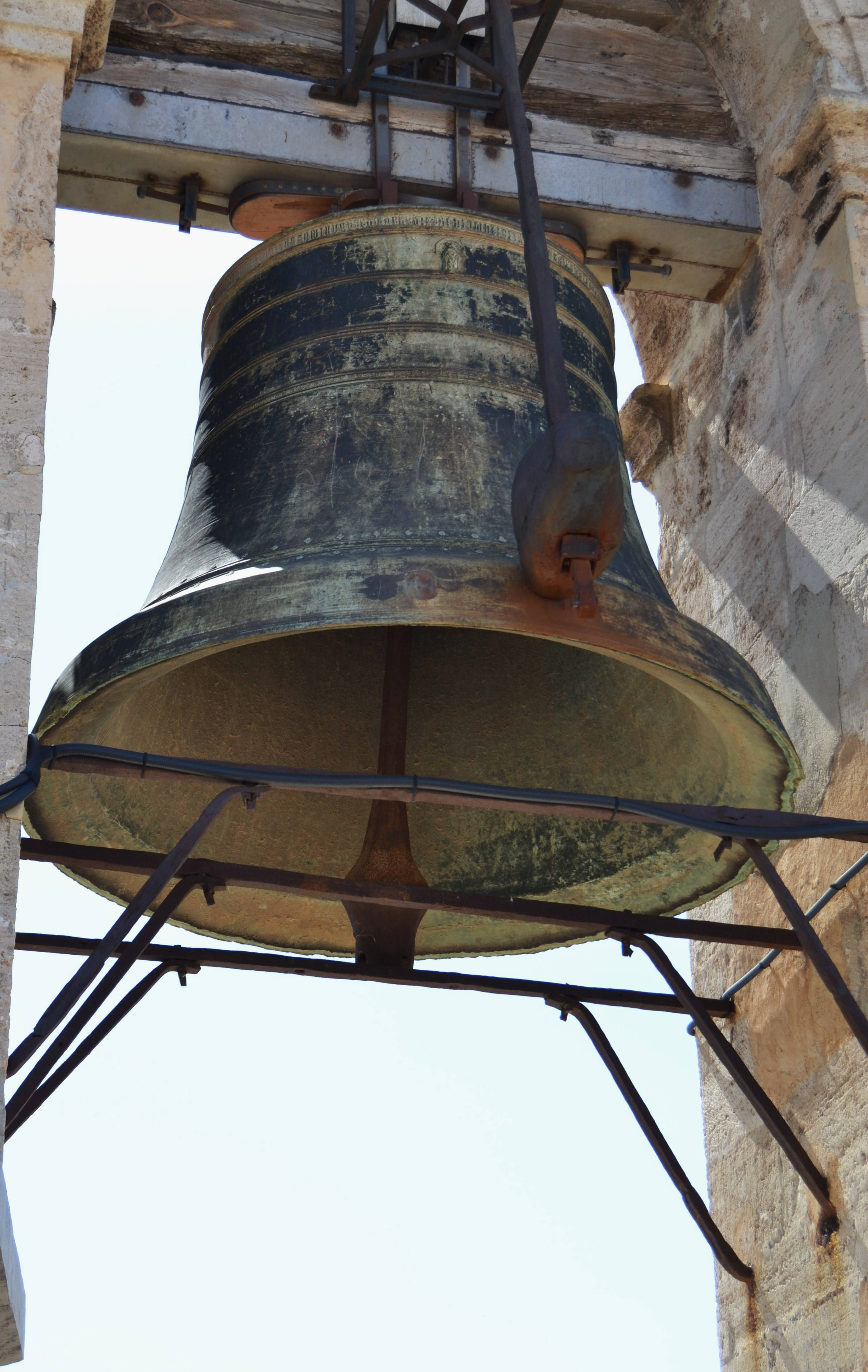
Campana llamada El Miguelete, o Micalet, para dar las horas, en la espadaña.

La Catedral de Valencia cuenta con tres conjuntos de campanas, diferenciados por su uso, y ubicados por tanto en lugares diferentes:
- El campanario, donde se encuentra la sala de campanas con el conjunto sonoro original, todavía en uso en el siglo XXI.
- Sobre la cubierta del cimborrio, se encuentra la antigua campana de señales que está ahora en desuso.
- En la espadaña del campanario están las dos campanas del reloj: la de los cuartos, de 1736 y el Micalet, destinada exclusivamente a tocar las horas. Esta última da nombre a la torre y es la mayor que se usó en toda la Corona de Aragón; se fundió por primera vez tras acuerdo de 1418 y tuvo que ser refundida en varias ocasiones: en 1465, 1484 y 1521, hasta serlo por última vez en 1539.[23]

En la sala de campanas hay once, desde el primer momento de la construcción del edificio. En tiempos medievales hablaban de «els cinc senys i les sis morlanes»; en tiempos más recientes de «las cinco grandes y los seis tiples». Estas son las utilizadas para las diversas señales diarias, festivas, de muerto y extraordinarias. La más antigua es la Caterina, de 1305, hasta el momento la más antigua en uso de toda la Corona de Aragón, mientras que la más nueva es la Violant, de 1735. Los otros tiples son l'Úrsula, de 1438, la Bàrbera, de 1681,  el Pau, de 1489 y l'Arcís de 1529. De las grandes, el Vicent es de 1569, l'Andreu de 1604, el Manuel de 1621, el Jaume de 1429 y la Maria de 1544.
Se trata de uno de los conjuntos más numerosos de campanas góticas de toda España, con dos de mayúscula gótica (la Caterina y el Jaume) y seis de minúscula gótica, l'Úrsula, el Pau,  l'Arcís, el Vicent, l'Andeu y la Maria, a las que se debe añadir el Micalet.
Solo están automatizadas la de los cuartos y el Micalet para el reloj; la Bàrbera, para los toques de coro diarios, así como el Manuel para el toque de cerrar las murallas (que recuperó su sonido original tras la limpieza que se le hizo en el año 2005) y  la Maria para las oraciones. La instalación de estas tres últimas no impide, de ningún modo, los toques manuales.

### Campanas con especial protección
De todas las campanas existentes en el complejo catedralicio, siete de ellas tienen una especial protección:
1. Campana el Jaume. Declarada BIC desde el año 2018, con IGPCV 46.250-9999-000530. La campana está datada en 1429, del fundidor Tomas Morell. Presenta una compleja epigrafía, en  mayúscula gótica, que utiliza el griego, el latín y el valenciano. En la parte superior se lee: "IHS # + XPS REX VENIT IN PACE DEUS OMO FACTUS EST (escut) THOMAS MOREL ME FECIT ANY MIL CCCC XX VIII TE DEUS LAUDAMUS". A continuación figuran alternados y repetidos tres veces un grabado de la Virgen sedente con el niño y otro del Padre Eterno sedente con Cristo crucificado entre sus rodillas. Un poco más abajo, figura la siguiente inscripción en mayúscula gótica, más pequeña pero también muy bien formada (con la diferencia de tener las S invertidas), "XPS # VINCIT # XPS # REGNAT # XPS # INPERAT # XPS # ABOMNI # MALO # NOS # DEFENDAT # AVE # MARIA # GRACIA # PLENA # DOMINUS # TECUM # BENEDICTA TU IN MULIERIBUS ET BENEDICTUS FRUCTUS VENTRIS TUI IHSOUS VERGE". Yugo de madera fue repuesto en su restauración. Se ubica en la sala de campanas. Diámetro: 134 cm. Altura bronce: 120 cm. Peso aproximado: 1750 kg.[18]
2. Campana el Micalet. Declarada BIC desde el año 2018, con IGPCV 46.250-9999-000536. La campana está datada en 1539, del  fundidor Lluís Trilles. Presenta una sola inscripción en latín, en la que no figura ni el año de su fundición ni su autor: "+ aue maria gracia plena dominus tecum benedicta tu in mulieribus benedictus fructus uentris tui iesus uirgo maria mater dei picima ora pro nobis peccotoribus amen + sante micaele arcaniele defende nos in prelio ut non peream". Se puede traducir como "Dios te salve, María, llena eres de gracia, el Señor es contiguo, bendita tú eres entre las mujeres y bendito es el fruto de tu vientre, Jesús. Virgen María, Madre de Dios santísima, ruega por nosotros pecadores, amén. San Miguel Arcángel, defiéndenos en la lucha, para que no perezcamos". Por bajo están los grabados de la Virgen, San Miguel, la Crucifixión y San Vicente Ferrer. La campana no tiene asas, ya que se rompieron el miércoles 4 de octubre de 1623, tocando la séptima de las once horas de la noche. Cuelga de un clavo central. La campana fue fundida para tocar exclusivamente las horas, y para que su sonido llegara hasta las murallas y más allá "para mostrar la magnificencia de una Ciudad tan ilustre como ésta". Está  Localización: espadaña en la terraza del Micalet Diámetro: 235 cm. Altura bronce: 203 cm. Peso aproximado: 7514 kg.[20]
3. Campana el Vicent. Declarada BIC desde el año 2018, con IGPCV 46.250-9999-000539. La campana está datada de 1569, del fundidor: Joaquim Balle. Presenta en la parte superior la siguiente inscripción en minúscula gòtica: "+ fugite partes aduerse # ecce uicit leo de tribu iuda # radix dauid # iesus chrus chrus regnat chcrus ii". Por debajo hay cuatro imágenes diferentes, las tres primeras de factura gótica: un Calvario, una Virgen erecta con Niño, un San Miguel. También está San Vicente Ferrer, sedente, entre dos escudos ovalados. En el medio hay una cenefa en forma de cinta y con una correa a cuyo extremo pone "aue maria", el inicio de la salutación angélica. Hay dos cruces con pedestal. A la derecha, en la parte alta de la cruz, pone por tres veces "aue maria" y en el pedestal "VOX + DEI + + SONAT + " esta en mayúscula gótica. La cruz de la izquierda lleva en el pedestal " IOACHIM BALLE ME FECIT ANY MDLXIX" también en mayúscula gótica, combinando valenciano y el latín. Se ubica en la sala de campanas. Diámetro: 113cm. Altura bronce: 101 cm. Peso aproximado: 835 kg.[16]
4. Campana la Caterina.  Declarada BIC desde el año 2018, con IGPCV 46.250-9999-000528. Datada de 1305 Descripción: la campana lleva una inscripción extendida en tres lineas en mayúscula gótica. La primera en la espalda, un lugar poco usual, donde figura el año: "ANO : DNI : Mº : C Cº C : U" es decir, "ANNO DOMINI MCCCV". La breve inscripción se encuentra entre unas decoraciones que parecen unas columnas y un frontón de un templo griego. La segunda inscripción está extendida en dos líneas, con numerosas abreviaturas, marcadas como anteriormente, ":+ : AUE : M : GRA : PLENA : DNS : TECU : BNDCA : TU : I : MULIERIBUS : ET BNDCS : FRUCTUS : VETRIS : TUI SCA : M : ORA : PRO : NOBIS : + F R : R : VALET : EPS : ME FEC : FIERI". La primera parte es fácil de interpretar, "Ave Maria gracia plena dominus tecum benedicta tu in mulieribus et benedictus fructus ventris tui. Sancta Maria ora pro nobis". La parte final se puede interpretar como "frater Raimundus valentinus episcopus me fecit fieri". Fray Ramón Despont, fue obispo de Valencia desde 1289 hasta 1312. No figura el fundidor y las únicas decoraciones, a parte de las comentadas columnas son alguna cruz con decoraciones vegetales, así como ciertas letras también decoradas. Yugo antiguo de madera. Se ubica en sala de campanas del Micalet. Diámetro: 84 cm. Altura bronce: 75 cm. Peso aproximado: 343 kg.[14]
5. Campana la Maria. Declarada BIC desde el año 2018, con IGPCV 46.250-9999-000537. Datada de 1544 del fundidor: Joan Clerget. Presenta  tres inscripciones diferenciadas, todas en minúscula gótica, aunque la superior con letras mayores y las "s" correctamente orientadas. Dice la inscripción del tercio: "tota pulcra es amica mea et macula non est in te + exaltata est sancta dei genitrix super choros angelorum aºn miºl quºiin x x x x i i i i ". Inmediatamente debajo hay una serie de relieves, cuatro representaciones de la Virgen, alternadas con dos Calvarios, un san Miguel y un Ecce Homo. En el medio hay una inscripción con letra menor y las "s" invertidas: "+ monstrate esse matrem sumat per te preces qui pro nobis natus tulit esse tuus virgo singularis inter omnes mitis nos culpis solutos mites fac et castos amen". Por debajo, y todavía en el medio, hay tres líneas con inscripción minúscula gòtica e imágenes de Maria erecta con el Niño en los extremos: "sacrac virgini mariae opus faelici faustoq3 aus..tum absolutum autem per petrum calla ferran et ioann...anno ut supras". La inscripción es difícil de transcribir porque las letras están muy erosionadas por defecto de fundición. No obstante son del mayor interés ya que indican el nombre del o de los autores. Parece que puede interpretarse como "acabada con felicidad y dedicada a la virgen María, fue hecha por pere calla ferra y joan ... el año antes indicado". La campana está rodeada, como es usual en las góticas, por una guinalda de la que se desprende una cinta, al extremo de la que figura "ave maria". La campana conserva el estado original, probablemente de 1559, con diversas reparaciones a lo largo de los siglos propias de una campana tocada de manera constante. La campana fue dispuesta en el momento de su fundición, para oscilar hasta quedar invertida. No obstante, a finales del XVI se modificó el yugo, para dejarlo preparado para el volteo completo, seguramente a instancia del Arzobispo Juan de Ribera, natural de Sevilla. Parece que ésta fue la primera campana que volteó, introduciendo en tierras valencianas una tradición conocida por el Patriarca en su tierra de origen. Se ubica en la sala de campanas del Micalet. Diámetro: 145 cm. Altura bronce: 121 cm. Peso aproximado: 1765 kg.[19]
6. Campana l'Arcís. Declarada BIC desde el año 2018, con IGPCV 46.250-9999- 000535. Datada de 1529, del fundidor Lluís Trilles. Presenta una doble inscripción. En la parte alta, en minúscula gótica y en latín pone "+ miserere mei deus secundum magnam misericordiam tuam ed cecundum muldidudi" con una inusual separación entre palabras. A continuación figuran los relieves de San Miguel, 3 Santos juntos que podrían corresponder a la Transfiguración, un Calvario y una Virgen erecta con Niño. Más abajo hay una guirnalda con máscaras y decoración vegetal. En el centro hay una guirnalda con un hebilla y una correa, al extremo de la cual parece poner "ave maria", difícilmente legible por defectos de fundición. También figura, a la parte de adentro, un cartel con dos ángeles donde está escrito inciso, con una bella epigrafía "TRILLES ME FECIT". En el pie figura una larga inscripción en griego y valenciano, para la que les faltó espacio, y pusieron en la línea superior el final de la frase: "desas sotsindich + ihs fon feta la present canpana en lo mes de noenbre any mil dxxuiiii esent oficials de la confraria del glorios sant arc s mestre pere uerduch selurgya antoni moret lois carasquer iuhan sapena maiorals nofre decas sindich bertomeu col" Esta frase, con una inusual separación entre palabras puede traducirse como "Jesús. fue hecha la presente campana en el mes de noviembre del año 1529 siendo oficiales de la cofradía del glorioso San Narciso el maestro Pere Verduch cirujano; Antoni Moret, Lluís Carrasquer y Joan Sapena mayorales; Onofre Decas síndico; Bertomeu Coldesas subsíndico." Se ubica en la sala de campanas del Micalet. Diámetro: 94 cm. Altura bronce: 78 cm. Peso aproximado: 481 kg.[15]
7. Campana l'Úrsula. Declarada BIC desde el año 2018, con IGPCV 46.250-9999-00053. Datada de 1438 del fundidor Antonio Martí, según consta en archivo. Presenta una breve inscripción en minúscula gótica, en griego y en latín, "+ ihs benedictus deus in donis suis et sancts". Hay cuatro grabados, repetidos dos a dos, de un Ecce Homo y de una Virgen María derecha con el niño. Yugo de madera repuesto en su restauración. Se ubica en la sala de campanas del Micalet. Diámetro: 65 cm. Altura bronce: 62 cm. Peso aproximado: 159 kg.[11]

## Modificaciones y restauraciones del siglo XX
Una de las curiosidades que se vieron afectadas por los diversos procesos de restauración de la torre n su interior fueron los grafitos, muchos de los cuales unidos a la historia del edificio. Solían encontrarse en las escalera, en la "prisión" y en la sala de campanas. En la actualidad aún pueden verse muchos en la escalera y en la sala de campanas, que además son de diferentes fechas; pero también los hay en zonas exteriores de la torre, como ejemplo:
- 1381) "AQUEST CAMPANAR FONC COMENSAT EN L´ANY DE LA NATIVITAT DE NOSTRE SENYOR JESUCHRIST MCCCLXXXI. REYNANT EN ARAGÓ LO MOLT ALT REY EN PERE. ESTANT DE BISBE EN VALENCIA LO MOLT ALT EN JAUME, FILL DEL ALT INFANT EN PERE E COSIN GERMÀ DE DIT REY". (En la base exterior de la torre)
- (1580) "MEStRE / MARtI : IS80 : " (Sala de campanas - espacio de la Maria derecha)
- (1605) "Iuan : Baptiste : Escuder / en · xxvii · deagost · mdcv" (Entre la ventana de la escalera y la puerta de acceso a la Sala de Campanes)
- (1678) "ALABADO SEA EL / SANTISIMO SACRAMTO / 1381" (En una foto de 1928 ponía "I678", una fecha más factible. Esgrafiado encima de la puerta de acceso a la Sala de Campanes)
- (1691?) "EN 3o DE 7.E / DE 9I SE PVSO / LA PIEZA DE / LA MARIA" (Sala de campanes - espacio de la Maria derecha)
- (1872) " (gorro frigio) / VENTURA / AVINO / Y FORA / 1872" (Sala de campanes - espacio de la Maria izquierda)
- (1901) "22 Agosto / AÑO. 1901. / J. Narciso / (rúbrica)" (Sala de campanes - espacio del Manuel izquierda)
- (1906) "TONIN PALLARDO / AÑO 1906" (Sala de campanes - espacio del Manuel derecha)
- (1908) "M. T. 1908 F G" (Sala de campanes - espacio de la Maria derecha)
- (1923) "MIGUEL LLOPIS / 1923" (Sala de campanes - espacio del Manuel izquierda)
- (1943) "JOSÉ ESTELLÉS / 1943" (Sala de campanes - espacio de la Maria izquierda)
- (1949) "JOSE VENDRELL / 1949"

También los hay que no tienen fecha como "PeRe PeRIS" , que es uno de los más antiguos,  se encuentra en la sala de campanas - espacio de la Maria izquierda)
En el año 1968 se llevaron a cabo las obras para electrificar las campanas, pero también se procedió a  eliminar las puertas de madera que cubrían parcialmente las ventanas del Campanario, para hacer de caja de resonancia, de manera que las campanas podían verse desde el exterior y además la sala de campanas recibía una gran cantidad de luz natural. En estas mismas obras se procedió al desmontaje del reloj de forja que daba a la calle del Miguelete,  junto con la estructura metálica que accionaba los toques de los cuartos y de las horas.

Además desaparecieron los yugos sustituidos, de las matracas (instrumentos de madera de forma similar a las populares “carracas”, destinadas a sustituir a las campanas en Semana Santa, momento en el cual la liturgia impide el toque) y de la gran viga de la cual colgaban las dos tiples o campanas menores. Estas modificaciones hacían imposible el volteo manual de las campanas tras la electrificación. De todos modos, las limitaciones presupuestarias permitieron solamente la mecanización de seis de las doce campanas existentes por aquel entonces, de forma que la empresa de los Hermanos Roses, de Adzaneta de Albaida, mecanizó  seis campanas: dos pequeñas, conocidas como "els tiples"; una de las medianas, Bárbara y las tres menores de las grandes (Vicente, Andrés y Jaime). 

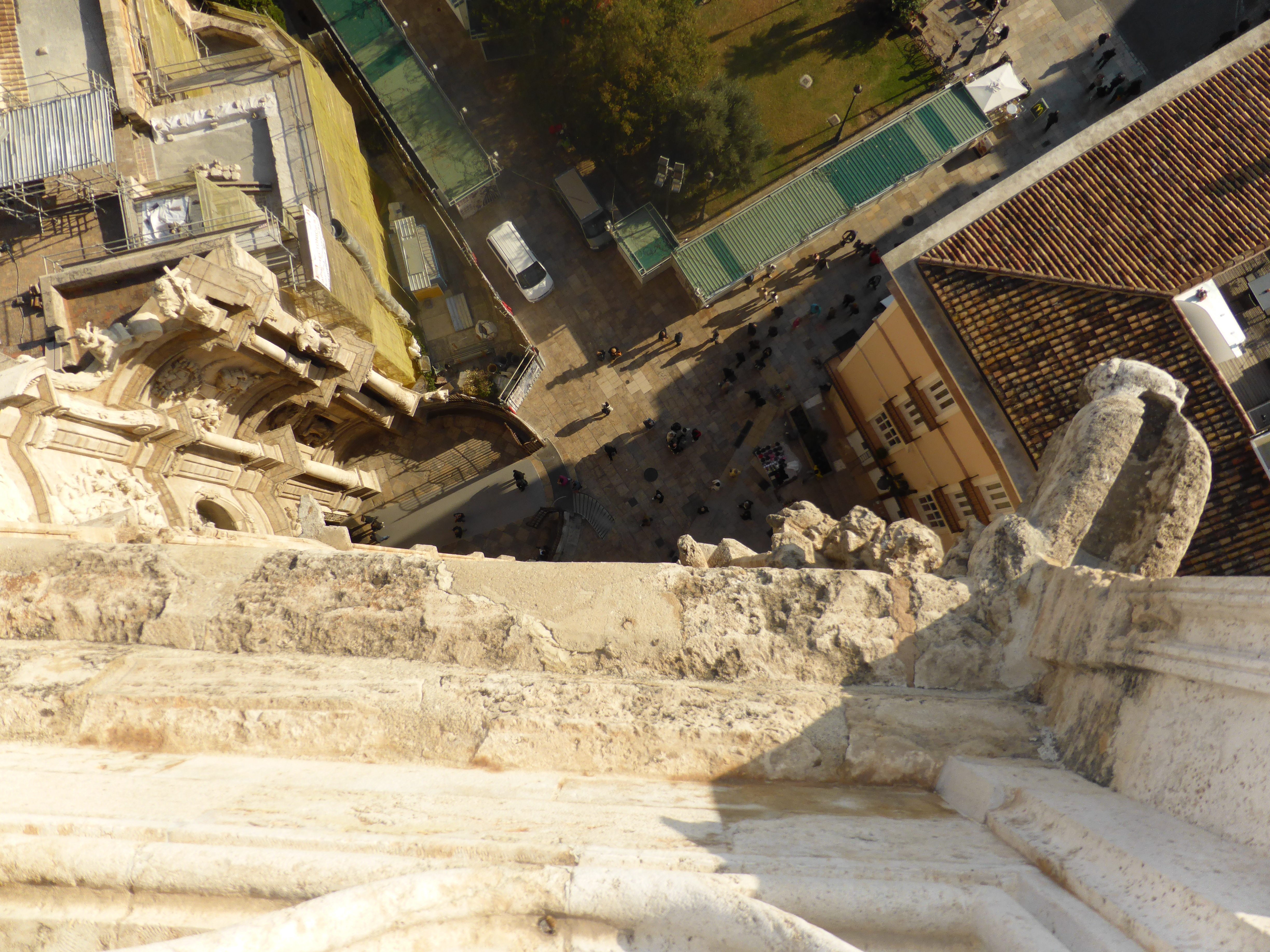
Desde lo alto de la torre del Miguelete, vista en picado, viéndose a la izquierda la fachada barroca de la puerta de los Hierros.

Pese a que quedaban cinco campanas sin mecanizar, en 1988 quedó demostrado que el proceso de mecanización de las otras seis hacía imposible el volteo de las restantes de forma manual. Por ello, pese a que el Gremio de Campaneros de Valencia recibió el encargo de volver a realizar el tradicional volteo de  campanas para la fiesta de Corpus Christi en el año 1988, no lo pudo realizar porque la palanca del Arcís tropezaba con la caja de contactores eléctricos; además junto a la Caterina había una viga de hierro, utilizada para subir y bajar herramientas; la nueva reja de hierro puesta en las ventanas en sustitución de las puertas de madera tropezaba con la Maria, la campana mayor, de manera que cuando comenzó a oscilar se quedó detenida horizontalmente y fue preciso serrar  los herrajes para que la campana volviese a su lugar original. Para acabar de rematarlo, la campana Vicent tenía el yugo metálico roto por la mitad bpor lo que quedaba inmovilizada tanto manual como mecánicamente.

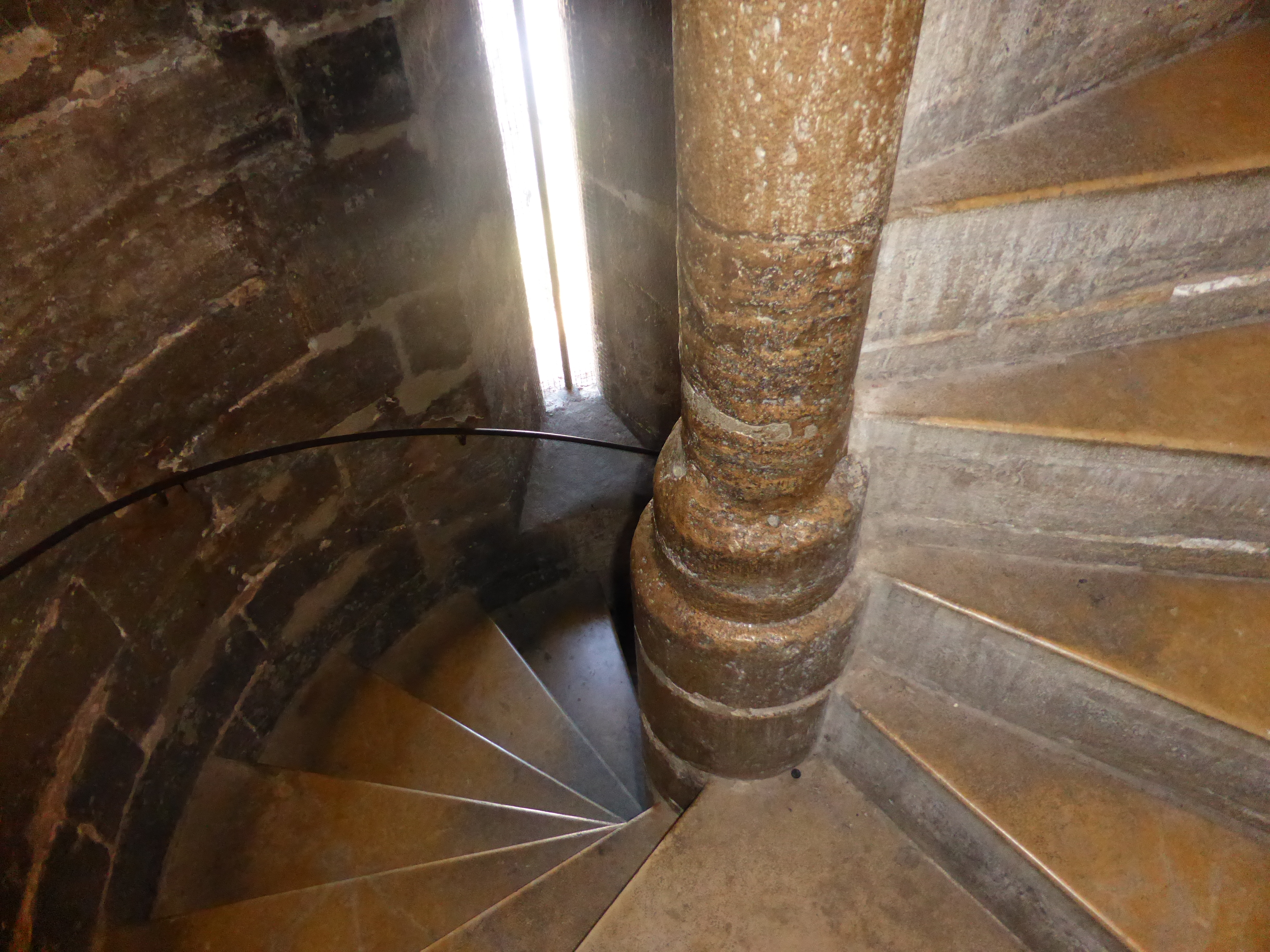
Escalera de caracol para ascender a lo alto de la torre del Miguelete.

El Gremio de Campaneros Valencianos era el responsable del continuo proceso de restauración y mantenimiento de las campanas así como de las instalaciones y del conjunto del campanario. Más tarde pasaron a tener esta responsabilidad sus sucesores: Campaneros de la Catedral de Valencia. Tras los problemas que se encontraron para poder voltear las campanas manualmente se decidió llevar a cabo una nueva restauración dels sistema para lo cual se contó con diversas fuentes de financiación (desde subvenciones directas de la Generalidad Valenciana o el Ayuntamiento de Valencia hasta una línea anual del Ayuntamiento, como contrapartida por el toque de las campanas para las fiestas de la ciudad), que han permitido invertir en estas nuevas mejoras consistentes en:
- Los seis yugos de hierro de las campanas mecanizadas fueron sustituidos por los correspondientes yugos de madera;
- se repusieron las ventanas de madera que hacen de caja acústica, así como las matracas;
- se puso la tarima de tocar a otra altura más segura para los campaneros y que permitía además ver mejor su trabajo;
- la sala de campanas fue dotada de nueva instalación eléctrica y de nuevas rejas que permiten contemplar el interior aunque estén cerradas.
- se renovaron por dos veces los mecanismos electrónicos para los toques diarios y automáticos, debido a la evolución rapidísima de la tecnología.

En el año 1983 se realizo una restauración de la reja metálica que sustituyó la crestería calada originaria y se volvió a colocar una crestería intentando imitar el acabado del siglo XV.

## Toque manual de las campanas de la Catedral de Valencia
El campanario de la Catedral de Valencia ha tenido, desde sus orígenes, una relación escrita de los toques, que formaba parte de la «Consueta» o costumbres y usos litúrgicos de la Seo. El toque de las campanas se debía a la oscilación y al repique al menos desde la mitad del siglo XV y  en el siglo XVI se impuso el volteo, o toque circular de todas las campanas,  que comenzó con la Maria, la campana más grande de todas.
Los toques de campana forman parte del paisaje sonoro y cultural de los valencianos desde la conquista cristiana. Las campanas construyen el tiempo colectivo, no solo a través de los relojes, sino de los diversos toques, que marcan el transcurrir de la jornada, de la semana, del año y de la vida. Marcan espacios festivos o de luto, e indican con sus toques la relevancia de ciertas personas, bien en el momento de su muerte, bien en otros acontecimientos extraordinarios. Por eso las campanas llegan más allá del significado religioso, sin olvidarlo, puesto que se convierten en la voz de una comunidad, en su símbolo sonoro más intuitivo y emotivo.
Los  "Campaners de la Catedral de València" son los encargados de mantener, divulgar y tocar las campanas de la Catedral, interpretando todos los toques del ciclo anual, de modo manual. Por otro lado, las once campanas litúrgicas, de grandes dimensiones, y muy antiguas, se pueden voltear mediante una a cuatro sogas (según el tamaño y la altura) girando por tanto en los dos sentidos marcados por enrollar y desenrollar la larga cuerda.

### Toques tradicionales
Los toques tradicionales se caracterizaban por su gran variedad local, estrictamente reglamentados, siendo muchos de ellos iguales en su contenido pero diferentes e incluso opuestos en sus formas. Por ejemplo, el final del toque de fiesta de la ciudad de Valencia es el toque de muertos principal en la huerta que rodea la ciudad.
Tradicionalmente había diversos toques de coro, a lo largo de la jornada, de la semana y del año, y eran toques diferentes según las distintas «clases» (al menos una docena). También había repiques, toques de muerto (con una decena de combinaciones diferentes), y toques de fiesta, basados exclusivamente en el volteo de las cinco campanas mayores. Tampoco faltaban otros toques como los de tormentas, los de sacar almas del purgatorio o los de alarma, así como el del cierre de las murallas que iba a cargo de la ciudad o Ayuntamiento de Valencia. Estos toques iban evolucionando como lo hacía la sociedad y por ello fueron adaptándose a las necesidades tanto de la Catedral como de la Ciudad.
Cuando se mecanizó el toque de las campanas, se produce un ruptura con la tradición, llegándose a olvidar en la memoria colectiva el toque tradicional de las campanas de la catedral. También se anularon las señales diarias tanto de oración como de cerrar murallas. Los nuevos toques solo anunciaban misas.

### Toques actuales
En la actualidad hay dos bloques diferenciados de toques: los automáticos y los manuales. Los automáticos se limitan a las señales de oración (tres badajazos de la Maria para cada uno de los tres Ángelus y cinco badajazos para el toque de Ánimas), el toque de cierre de murallas de el Manuel (durante media hora, primero cada dos minutos y luego acelerando hasta la máxima velocidad), y los tres volteos de coro de la Bàrbera a las 09:01, las 09:16 y las 09:26, sendos toques previos al Ángelus de mediodía y de tarde de sábado y domingo y un último toque para la Sabatina, el sábado a las 19:45 horas.
Los toques manuales se interpretan por los Campaneros de la Catedral de Valencia, que son una evolución del Gremio de Campaneros Valencianos y que forman parte de aquella Federación de Grupos Campaneros. El Calendario Anual (que comienza con el Adviento) incluye todas las fiestas litúrgicas anuales, así como los domingos de Adviento y de Cuaresma, los toques de vísperas de las Solemnidades en las que se cantan en la Catedral, y las grandes celebraciones del templo. Toda esta relación está fijada en la Consueta Nova, aprobada por el de la Consueta de Herrera de 1705, a las necesidades actuales, tanto litúrgicas como de la vida ciudadana.  Actualmente tiene más sentido tocar los días de fiesta a mediodía, con repique o con volteos según la festividad, para construir el tiempo festivo comunitario, cuando la gente pasea por el centro histórico. Quedan tres toques de alba: para la Virgen de los Desamparados, para el Corpus Christi y para la Virgen de Agosto, y el volteo general que en tiempos de Aguado y campaneros posteriores se prodigaba al menos para estas tres fiestas, queda ahora limitado al mediodía del Corpus Christi.
Finalmente, la matraca repuesta en 1996, suena desde el Jueves Santo, después del de Gloria, para los oficios del Viernes y del Sábado Santo y para avisar la misa de la Vigilia de Pascua.

## Visitas
La popular torre de El Miguelete es accesible todos los días del año mediante la adquisición de una entrada. Después de las actuaciones del Gremio de Campaneros Valencianos primero y de los Campaneros de la Catedral de Valencia después, los visitantes pueden ver las tres salas del campanario a través de rejas, y subir finalmente a la terraza. 
La gestión de la torre, excepto las visitas a la sala de campanas (que es responsabilidad de los Campaners de la Catedral de València) se realiza por personal dependiente del Cabildo de la Catedral.

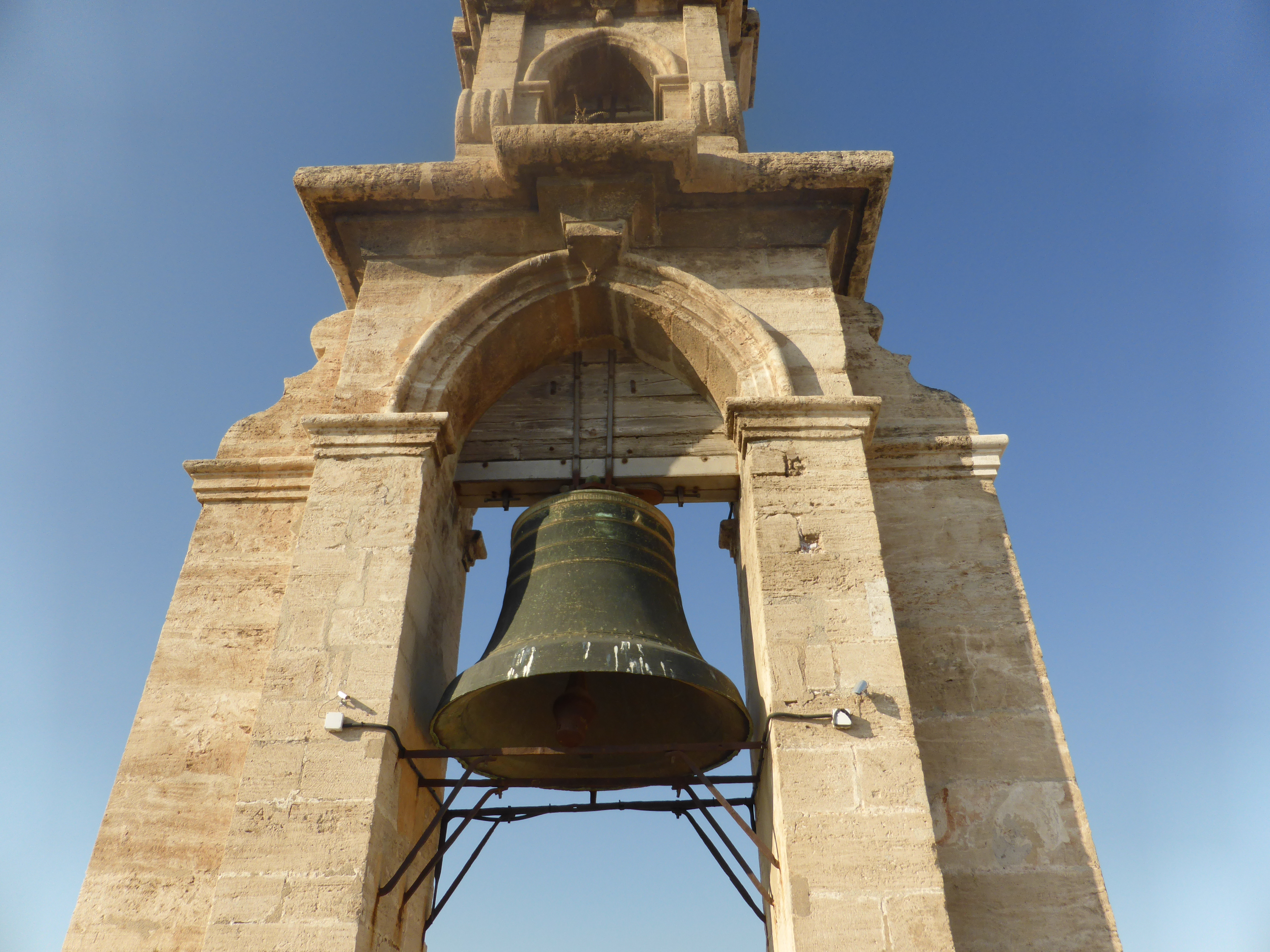
Espadaña con la campana Micalet, para dar las horas.
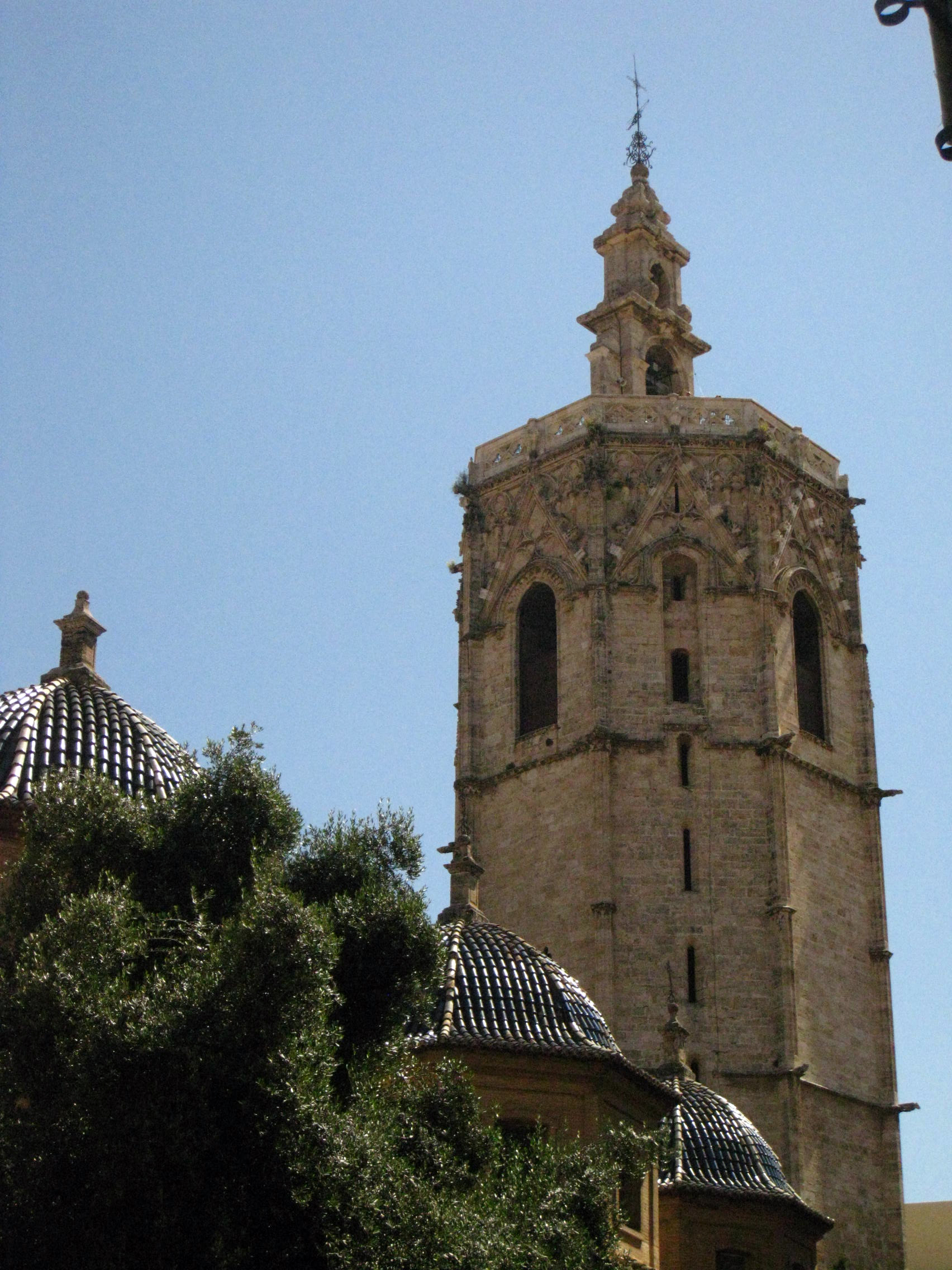
La torre mostrando el lado de la escalera de caracol.
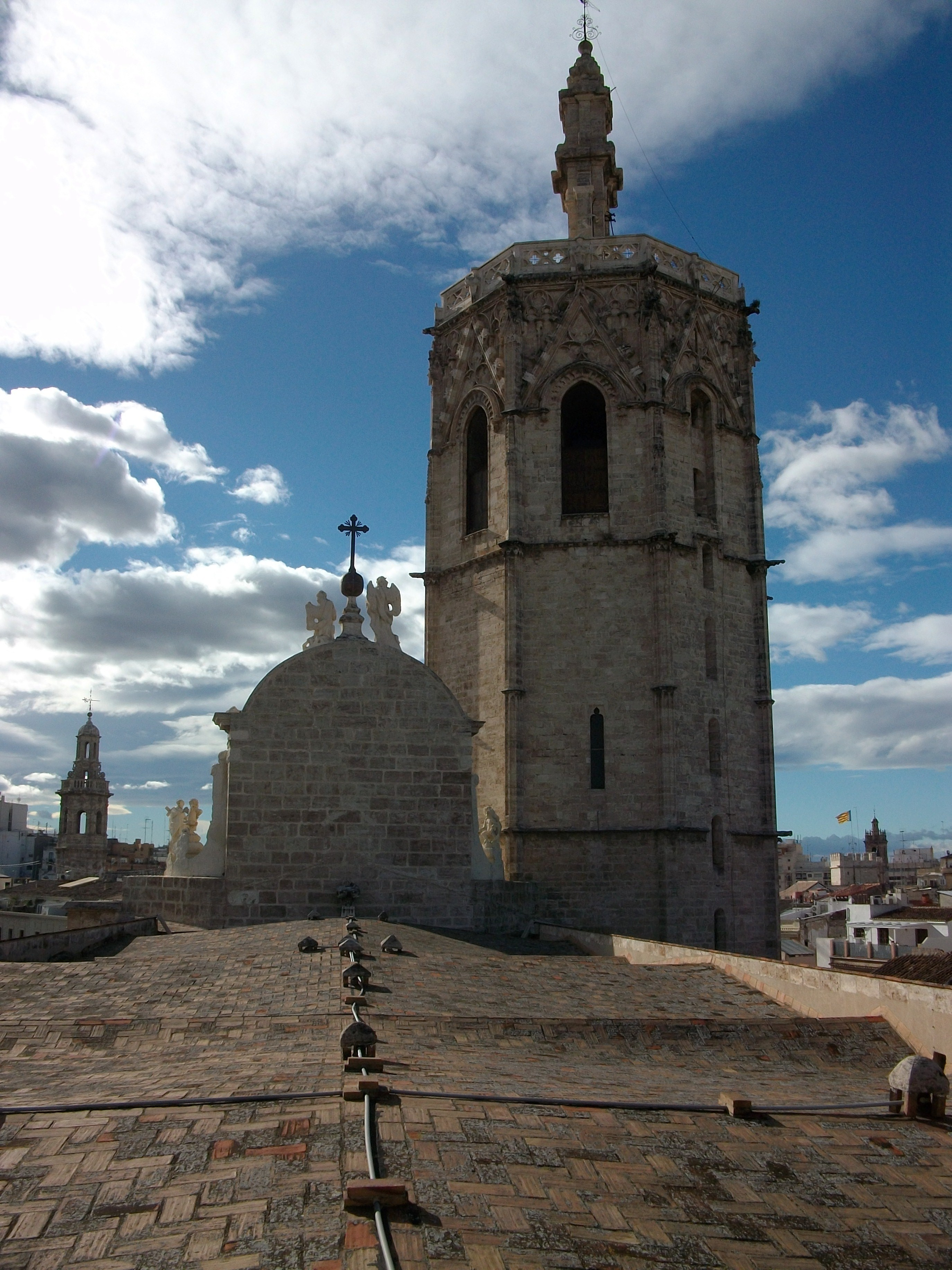
La torre desde la cubierta de la nave central o mayor.
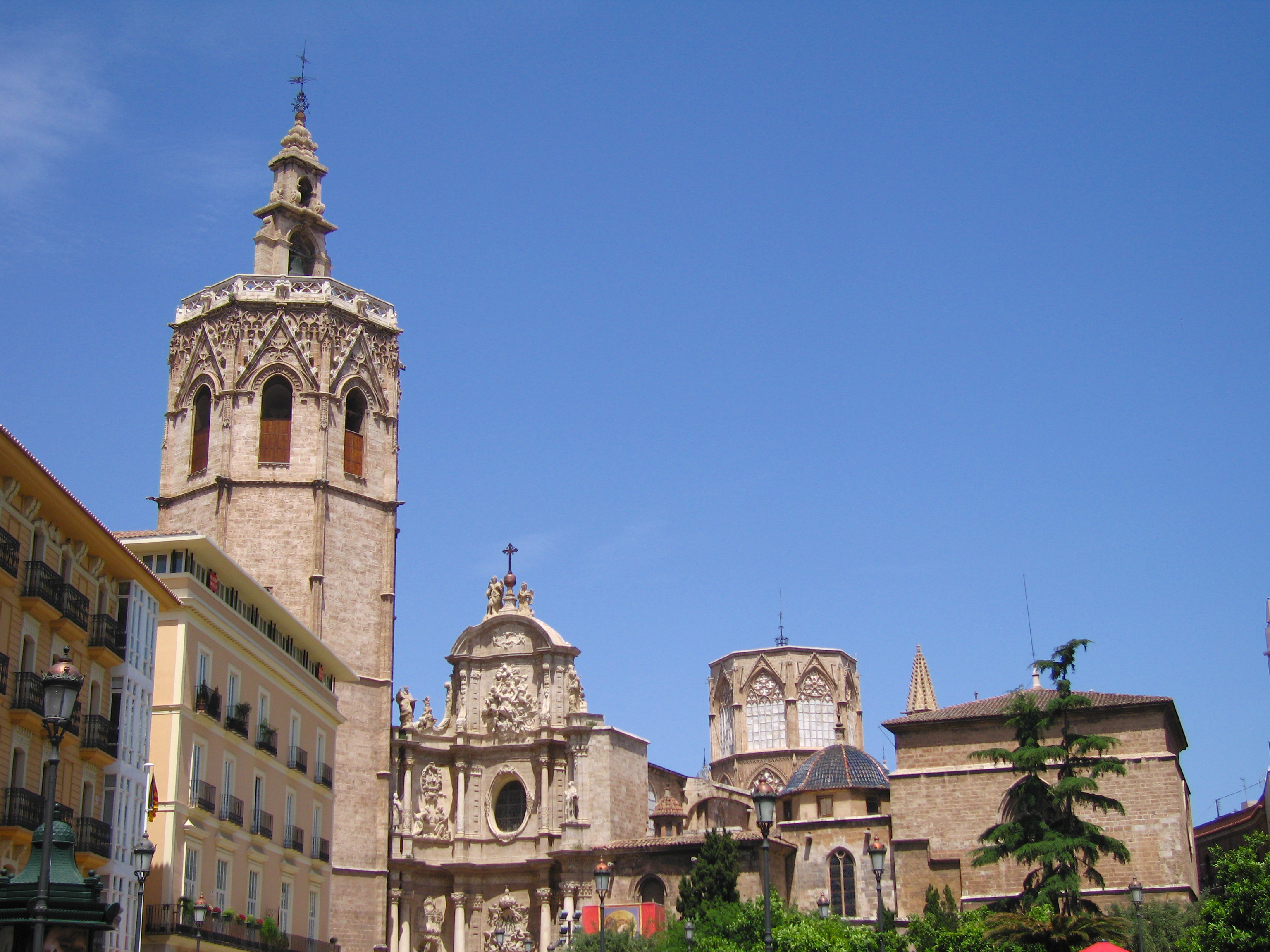
Vista desde la Plaza de la Reina, con la torre y la fachada barroca de la Puerta de los Hierros.
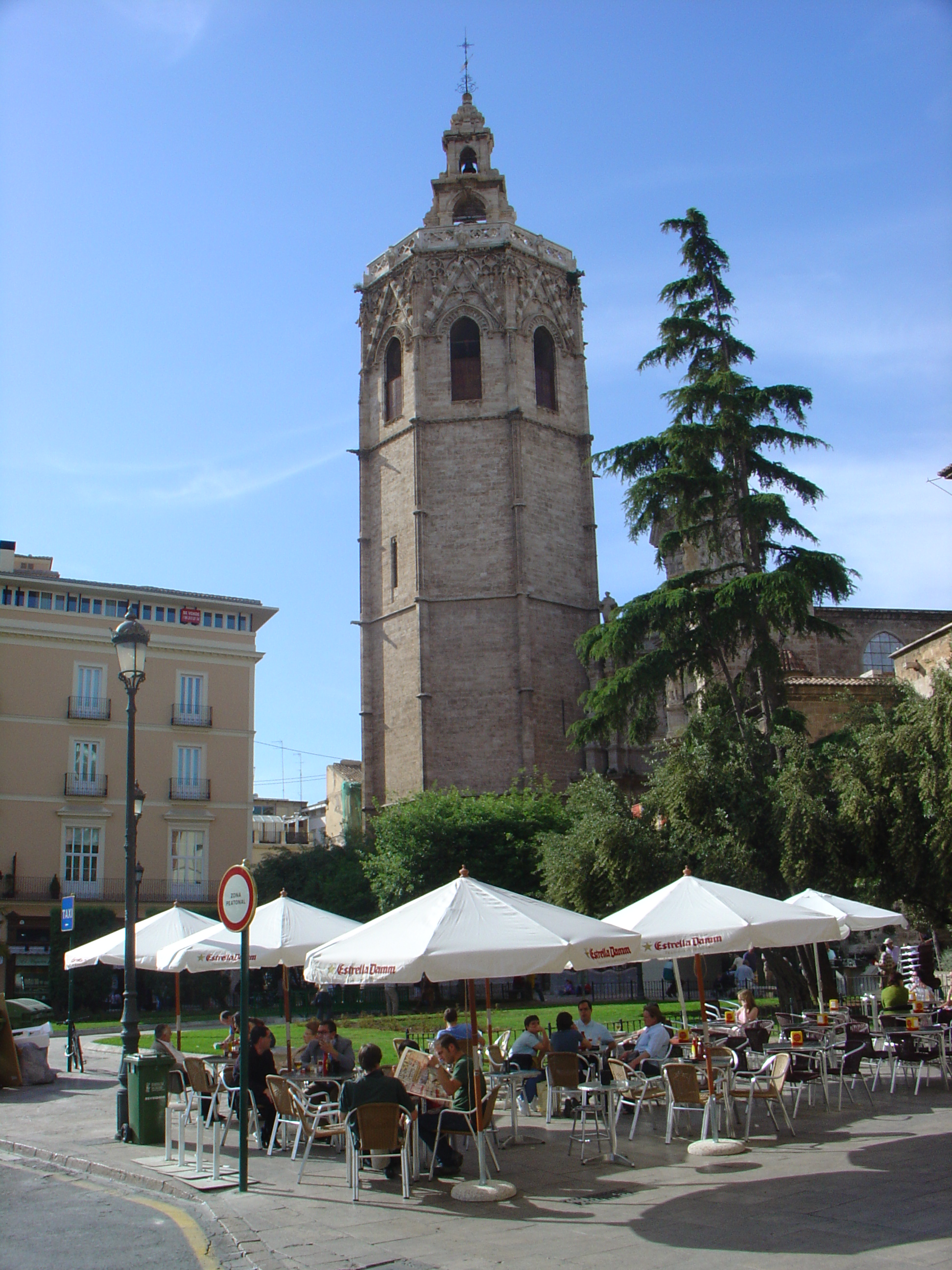
Otra vista de la torre, con turistas sentados en una terraza.